# Маренка румелійська
Маренка румелійська (Asperula rumelica) — вид рослин з родини маренових (Rubiaceae), поширений у центральній і південно-східній Європі й у Туреччині.

## Опис
Багаторічна рослина 25–70 см. Злегка одеревів біля основи напівчагарничок. Середні стеблові листки 10-38 см завдовжки, ниткоподібні. Квітки переважно на добре помітних, до 2 мм завдовжки, кольору. Плоди 1.5 мм довжиною.

## Поширення
Поширений у центральній і південно-східній Європі й у Туреччині.
В Україні вид зростає на степових і кам'янистих схилах — на Лівобережжі в Донецькій Лісостепу і Степу, нерідко.